# Dendrochilum auriculilobum
Dendrochilum auriculilobum är en orkidéart som beskrevs av Jeffrey James Wood. Dendrochilum auriculilobum ingår i släktet Dendrochilum och familjen orkidéer. Inga underarter finns listade i Catalogue of Life.